# Herbita castraria
Herbita castraria là một loài bướm đêm trong họ Geometridae.